# John Page (Politiker, 1743)

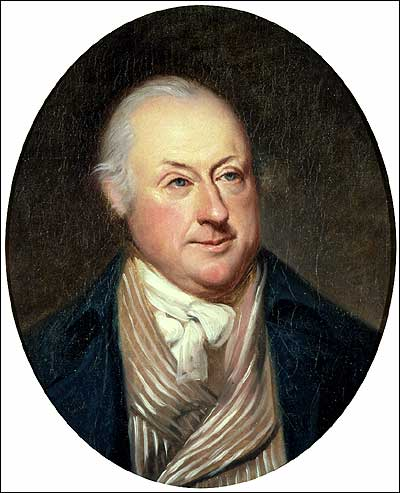
John Page

John Page (* 17. April 1743 in Rosewell, Gloucester County, Colony of Virginia; † 11. Oktober 1808 in Richmond, Virginia) war ein US-amerikanischer Politiker und von 1802 bis 1805 Gouverneur des Bundesstaates Virginia.

## Frühe Jahre und politischer Aufstieg
John Page wurde auf der familieneigenen Rosewell-Plantage geboren. Er war Bruder von Mann Page, der 1777 Abgeordneter im Kontinentalkongress war. John Page besuchte bis 1763 das College of William & Mary in Williamsburg. Dort freundete er sich mit Thomas Jefferson an, der mit ihm studierte. In den folgenden Jahren nahm er an einigen Indianerfeldzügen unter dem Kommando von George Washington teil. Page war auch Mitglied des kolonialen Regierungsrates der britischen Kolonie Virginia.
Page schloss sich der amerikanischen Revolution an. Im Jahr 1776 war er Delegierter auf der verfassungsgebenden Versammlung von Virginia. Zwischen 1776 und 1779 war er Vizegouverneur von Virginia und damit Stellvertreter von Gouverneur Patrick Henry. Im Jahr 1779 unterlag er bei den Gouverneurswahlen gegen seinen Studienfreund Jefferson. Zwischen 1781 und 1783 und nochmals von 1785 bis 1788 gehörte er dem Abgeordnetenhaus von Virginia an.

## Kongressabgeordneter und Gouverneur
Page war Mitglied der von Thomas Jefferson gegründeten Demokratisch-Republikanischen Partei. Zwischen dem 4. März 1789 und dem 3. März 1797 vertrat er seinen Staat während der ersten vier Legislaturperioden des US-Repräsentantenhauses. Dort stand er in Opposition zur Föderalistischen Partei. Zwischen 1797 und 1801 war er nochmals Abgeordneter im Parlament von Virginia. Im Jahr 1802 wurde er zum neuen Gouverneur von Virginia gewählt. Nachdem er in den folgenden Jahren jeweils in seinem Amt bestätigt wurde, konnte er es zwischen dem 1. Dezember 1802 und dem 7. Dezember 1805 ausüben.

## Weiterer Lebenslauf
Nach dem Ende seiner Gouverneurszeit wurde Page von Präsident Jefferson zum Bundesbeauftragten (Commissioner of Loans) für die Verwaltung der Bundesanleihen im Bereich des Staates Virginia ernannt. Dieses Amt behielt er bis zu seinem Tod im Jahr 1808. John Page war zweimal verheiratet und hatte insgesamt 20 Kinder.